# مارينيو دونيزيتي
مارينيو دونيزيتي هو لاعب كرة قدم برازيلي في مركز ظهير ‏، ولد في 31 يوليو 1980 في أوبيرلانديا في البرازيل. لعب مع ريد بل برازيل ونادي بوا إيسبورت ونادي فورتاليزا ونادي فيلا نوفا ونادي كريسيوما.